# Sulfat de ferro(II)
El sulfat de ferro(II), antigament sulfat ferrós, és el compost químic amb la fórmula FeSO₄. Es fa servir en medicina per tractar la deficiència de ferro i també es fa servir en aplicacions industrials. Era conegut en temps antics, sota el nom de copperas, i com a vitriol verd. La seva forma més comuna és com heptahidratat de color verd. Tots els sulfats de ferro es dissolen en aigua i donen el mateix complex metàl·lic [Fe(H₂O)₆]2+, el qual té una geometria molecular octaèdrica i és paramagnètic.

## Hidrats
El sulfat de ferro(II) es pot trobar en diversos estadis d'hidratacó, i diverses d'aquestes formes existeixen a la natura.
- FeSO₄·H₂O (mineral: szomolnokita, relativament rara)
- FeSO₄·4H₂O (mineral: rozenita, blanca, relativament comuna)
- FeSO₄·5H₂O (mineral: siderotil, relativament rara)
- FeSO₄·6H₂O (mineral: ferrohexahidrita, relativament rara)
- FeSO₄·7H₂O (mineral: melanterita, verd-blava, relativament comuna)

A 90 °C, l'heptahidrat perd aigua i forma un monohidrat incolor.
Totes les formes dels minerals mencionats estan connectats amb zones d'oxidació de minerals amb ferro com pirita, marcassita, calcopirita, etc. i ambients relacionats. Molts experimenten deshidratació ràpida i de vegades l'oxidació.

## Producció i reaccions
En el procés industrial d'acabament de l'acer la seva làmina o barra es passa a través de banys d'àcid sulfúric. Aquest tractament dona com a subproducte, grans quantitats de sulfat de ferro (II).
Fe + H₂SO₄ → FeSO₄ + H₂
Una altra font de grans quantitats de sulfat de ferro(II) és resultat de la producció de diòxid de titani a partir de la ilmenita via el procés sulfat.
El sulfat de ferro(II) també es prepara comercialment per oxidació de la pirita:
2 FeS₂ + 7 O₂ + 2 H₂O → 2 FeSO₄ + 2 H₂SO₄

### Reaccions
Si s'escalfa el sulfat de ferro(II) primer perd la seva aigua de cristal·lització i del color verd els cristalls passen a color marró. Amb més escalfament el material anhidre allibera diòxid de sofre i triòxid de sofre (blanc) alliberant sulfat fèrric. La descomposició del sulfat de ferro (II) comença a 480 °C.
2 FeSO₄ → Fe₂O₃ + SO₂ + SO₃
Com totes les sals de ferro(II), el sulfat de ferro(II) és un agent reductor. Per exemple redueix l'àcid nítric nitrogen i el clor a clorur :
6 FeSO₄ + 3 H₂SO₄ + 2 HNO₃ → 3 Fe₂(SO₄)₃ + 4 H₂O + 2 NO
6 FeSO₄ + 3 Cl₂ → 2 Fe₂(SO₄)₃ + 2 FeCl₃

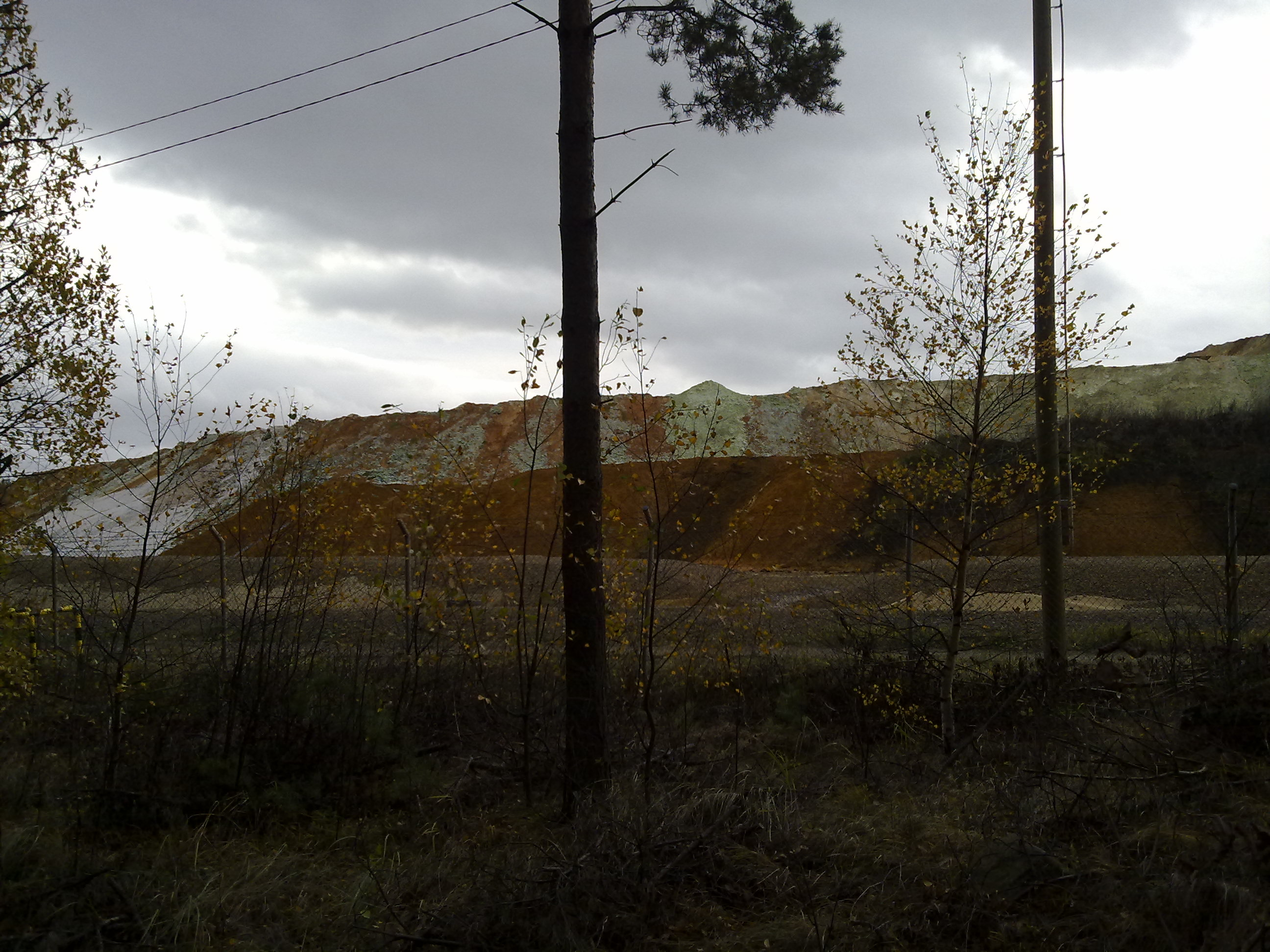
Sulfat feròs a una fàbrica de Kaanaa, Pori.

Exposat a l'aire, s'oxida per formar una capa groc-marró corrosiva de sulfat fèrric:
12 FeSO₄ + 3 O₂ → 4 Fe₂(SO₄)₃ + 2 Fe₂O₃

## Usos
Industrialment el sulfat ferrós és usat com precursor d'altres compostos de ferro. És un agent reductor, principalment per a reduir el cromat en el ciment.

### Suplement nutritiu
Junt amb altres compostos de ferro, el sulfat ferrós es fa servir per fortificar aliments i tractat l'anèmia. El restrenyiment sovint és un efecte secundari d'aques tractament.

### Colorant
Es fa servir sulfat ferrós per fabricar tinta. Ja s'utilitzava durant l'Edat Mitjana i abans. També es fa servir en els tints de la llana com mordant.
També es fa servir el sulfat ferrós en la construcció per donar un color groguenc atractiu a certes pedres calcàries.

### Altres usos
En agricultura es fa servir el sulfat ferrós contra la clorosi fèrrica de les plantes. Malgrat que no té un efecte tan ràpid com utilitzant quelats de ferro, els seus efectes duren més. Es pot afegir al compost i colgar-lo al sòl. També es fa servir per arranjar la gespa, i matar-ne la molsa.
S'havia utilitzar com a agent floculant per a tractar l'aigua potable de la xarxa via floculació i treure'n els fosfats.
Es fa servir com reactiu per identificar els bolets.